# گلن گاردنر (نیوجرسی)
گلن گاردنر (به انگلیسی: Glen Gardner) شهری در ایالت نیوجرسی کشور ایالات متحده آمریکا است که جمعیت آن در سرشماری سال ۲۰۱۰ میلادی، ۱٬۷۰۴ نفر بوده‌است.